# ИЛИ врата
| УЛАЗ A B | УЛАЗ A B | ИЗЛАЗ A ИЛИ B |
| 0        | 0        | 0             |
| 0        | 1        | 1             |
| 1        | 0        | 1             |
| 1        | 1        | 1             |

ИЛИ врата, позната и под називима ИЛИ коло, ИЛИ капија (енгл. OR gate) су дигитална логичка врата чији излаз прати таблицу истине показану на десној страни. Логичка јединица „1“ се појављује на излазу врата када је било који улаз (један ИЛИ други) у стању логичке јединице „1“.
Једноставан примјер ИЛИ логичке функције су 2 прекидача међусобно спојена паралелно, а затим серијски са батеријом и сијалицом у струјно коло. Довољно је да било који буде укључен (логичка 1) да би струја могла да тече.

## Математичко-логичко разматрање
Видјети под Логичка дисјункција.

## Симболи
Постоје 2 симбола за ИЛИ коло, обични („војни“, „амерички“) и четвртасти (ИЕЦ).

## Хардверски опис и распоред пинова
ИЛИ врата постоје у TTL и CMOS изведби као интегрална кола.
Примјер четвороструких ИЛИ врата у дигиталном ЦМОС колу 4071 се види на слици.
Интегрална кола са ИЛИ вратима од 3 и 4 улаза такође постоје.
- (ЦМОС)
- 4075: Трострука ИЛИ врата са по 3 улаза
- 4072: Двострука ИЛИ врата са по 4 улаза
- (ТТЛ)
- 74LS32: Четворострука ИЛИ врата са по два улаза
- (ХЦМОС)
- 74ХЦ32: Четворострука ИЛИ врата са по два улаза

## Имплементација
|  |  |  |  |

### Алтернатива
Уколико ИЛИ коло не може да се се пронађе, може да се створи употребом универзалних логичких НИЛИ или НИ врата. Као примјер, излаз обичног НИЛИ кола може да се повеже на улаз другог НИЛИ кола (којем су улази кратко спојени па ради као инвертер (НЕ врата)). Тиме добијамо ИЛИ коло.
| ИЛИ врата | НИ конструкција | НИЛИ конструкција |
| --------- | --------------- | ----------------- |
|           |                 |                   |